# Setge d'Osca (1096)
La batalla d'Alcoraz es va lliurar el 15 de novembre del 1096 prop de Waixqa (Osca) i va enfrontar l'exèrcit del Regne d'Aragó contra les tropes islàmiques de l'Emirat de Saraqusta. La batalla es va produir quan l'Emirat de Saraqusta decidí enviar un poderós exèrcit contra les tropes aragoneses que estaven duguen a terme el Setge de Waixqa. La batalla finalitzà amb la victòria dels aragonesos i, ja sense possibilitats de rebre socors, la posterior caiguda de Madina Waixqa, que fou rebatejada amb el nom Uesca (en català: Osca; en castellà: Huesca).

## Antecedents
Sanç I d'Aragó i Pamplona, que va incorporar la corona de Navarra a la d'Aragó, va continuar amb no poc esforç la reconquesta aprofitant la croada predicada el 1064 pel Alexandre II per la conquesta dels territoris musulmans de la península Ibèrica, atorgant la remissió dels pecats a tots els combatents. L'expedició a Barbastre del 1064, a la que es van afegir tropes papals i aquitanes, fou preparada a Barcelona en una reunió del legat pontifici Hug Candi i el comte Ramon Berenguer I de Barcelona.
Vers el 1085 Sanç I d'Aragó i Pamplona va llençar un exèrcit des de Jaca cap a Waixqa (Osca), la ciutat més important entre la ribera de l'Ebre i els Pirineus aconseguint ocupar progressivament la zona compresa entre els rius Isuela i Flumen amb l'ocupació de dotze viles situades a l'entorn de la ciutat. S'inicià d'aquesta manera el Setge de Waixqa, consolidat amb la fortificació del Castell de Montaragó, on les tropes aragoneses establiren el seu campament, i on, amb les recaptacions, va començar a construir el panteó real al monestir de Sant Joan de la Penya. Un segon exèrcit procedent de Nocito va conquerir el Castell de Santa Eulalia i ocupà el territori comprès entre el Flumen i l'Alcanadre.
Però el 4 de juny de 1094, durant el Setge de Waixqa, el rei Sanç I d'Aragó i Pamplona va morir a conseqüència de les ferides provocades per una sageta llençada per un ballester sarraí quan revisava la muralla i el seu fill Pere I d'Aragó va jurar continuar el setge. El seu cos fou dut al Monestir de Montaragó.

## El setge
La primavera de 1096, Pere I d'Aragó, amb contingents aragonesos, navarresos i gascons va assetjar la ciutat des de la seva base al Castell de Montaragó i acampant al Pueyo Sancho per tallar les comunicacions dels musulmans amb la rereguarda. Després de sis mesos de setge, l'emir de Saraqusta Ahmed II Ibn Yusuf al-Mustain va reunir un poderós exèrcit de socors a Saraqusta format per tropes musulmanes i contingents castellans comandades per García de Cabrera en un suprem esforç per evitar la caiguda de Waixqa (Osca) a mans dels aragonesos.
Les tropes musulmanes i castellanes foren derrotades per Pere I, i sense possibilitats de rebre cap socors, Waixqa acabà rendint-se el 24 de novembre del 1096.

## Conseqüències
Un mes després de la victòria a la batalla d'Alcoraz, el 27 de desembre del 1096, Pere I d'Aragó feu entrada triomfal a la ciutat, que es va convertint en la nova capital del regne en substitució de Jaca. La victòria aconseguida a les planes d'Alcoraz, prop de Waixqa (Osca), permeté als reis d'Aragó sortir dels contraforts pirinencs i expansionar els seus dominis per les terres del Somontano, pas previ a l'annexió, poc després, de la fèrtil vall de l'Ebre.